# 2048 (jogo eletrônico)

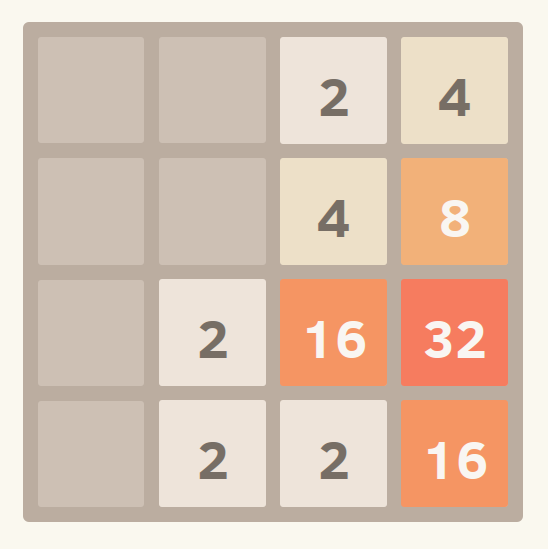
O jogo 2048 em andamento

2048 é um jogo de raciocínio criado em março de 2014 pelo desenvolvedor italiano Gabriele Cirulli, em que o objetivo é deslizar peças numeradas em uma grade, combiná-las e criar um azulejo com o número 2048.
Cirulli criou o jogo em um único fim de semana. Ele ficou surpreso quando seu jogo recebeu mais de 4 milhões de visitantes em menos de uma semana.
2048 se tornou o jogo de quebra-cabeça mais baixado. O fato de que o jogo roda em open source levou a muitas adições ao jogo original, incluindo uma tabela de pontuações e melhor jogabilidade em tela sensível ao toque.

## Jogabilidade
2048 Clássico é jogado em um tabuleiro de 4×4, com peças numéricas que deslizam suavemente quando o jogador as move em um dos quatro sentidos disponíveis: para cima, para baixo, à esquerda e à direita. 
Cada vez, um novo número aparece aleatoriamente em um local vazio na placa (com um valor de 2 ou 4).
Segundo testes, há 90% de chance de o novo número ser igual a 2 e 10% de chance de ser igual a 4.
Os blocos deslizam o mais longe possível na direção escolhida até que eles sejam interrompidos por qualquer outro bloco ou a borda do tabuleiro. Se duas peças do mesmo número colidem durante a movimentação, elas irão se fundir em um azulejo com o valor total das duas peças que colidiram.
A peça resultante não pode se fundir com outra peça novamente na mesma jogada. Blocos com pontuação maior emitem um brilho suave. 
Você pode jogar 2048 em 2048-online.io